# Nepticula hemargyrella
Nepticula hemargyrella is een vlinder uit de familie van de dwergmineermotten (Nepticulidae). De wetenschappelijke naam van de soort is voor het eerst geldig gepubliceerd door Kollar.